# 李秉和庄园
李秉和庄园，位于山东省青岛市即墨区金口镇。是入中华人民共和国山东省省级文物保护单位之一。
2013年，列入第四批山东省文物保护单位，该文物保护单位是一座古建筑。